# Believer (banda)
Believer es una banda estadounidense de thrash metal técnico de finales de los 80 y principios de los 90, que toca un híbrido de thrash y metal progresivo. Believer es conocido por su uso innovador de elementos sinfónicos en el thrash metal, presentando algunos de los primeros ejemplos de metal sinfónico. Sus letras tratan temas de filosofía, teología y cuestiones sociales.
Los dos miembros principales de la banda son el vocalista, bajista y guitarrista Kurt Bachman y el baterista Joey Daub, a quienes se unieron varios otros después de su álbum debut de 1989, Extraction from Mortality. La banda firmó conjuntamente con Roadrunner Records y el sello cristiano REX Music. Según Allmusic, varias revistas importantes elogiaron el segundo álbum , Sanity Obscure. Andrew Hulshult hizo una versión de la canción principal de Sanity Obscure para el videojuego Doom como la canción "On the Hunt". La banda realizó una gira por Estados Unidos y Europa con Bolt Thrower al año siguiente. Believer se disolvió en 1994; sin embargo, en marzo de 2005, Daub anunció que él y Bachman reformaron la banda. El 18 de noviembre de 2008, Blabbermouth.net anunció la firma de Believer con Metal Blade Records. El cuarto álbum titulado Gabriel fue lanzado el 17 de marzo de 2009. Una versión sin masterizar de la canción "Medwton" se estrenó en el programa Radio Bam de Bam Margera el 17 de noviembre,  con los sencillos "Focused Lethality" y "Stoned" lanzados más tarde. El álbum presenta a los músicos Rocky Gray de Living Sacrifice y Deron Miller de CKY interpretando solos de guitarra invitados y Howard Jones (Killswitch Engage) contribuyendo con las voces invitadas. El quinto álbum de estudio de la banda, Transhuman, fue lanzado en 2011.

## Biografía

### Formación yextracción de la mortalidad(1986-1989)
Believer se formó en Colebrook, Pennsylvania en 1986 por el baterista Joey Daub y el vocalista y guitarrista Kurt Bachman. A la banda se unieron Howe Kraft (bajo) y David Baddorf (guitarra). Originalmente, la banda se llamaba Deceiver, y la banda tocaba versiones de Iron Maiden, Saxon y Judas Priest. La banda cambió el nombre a Believer después de escuchar la canción del mismo nombre de Diary of a Madman de Ozzy Osbourne. Eventualmente, comenzaron a tocar metal melódico original y lanzaron el casete The Return en 1987. Más tarde, Believer cambió su estilo a thrash metal, como dijo la banda: "Nos dimos cuenta de que podíamos escribir thrash mejor que cualquier otra cosa". En la escuela secundaria, el líder de la banda Kurt Bachman conoció a Scott Laird, quien cursaba su primer año como profesor de música. Cuando Believer estaba grabando la canción principal de su primer álbum de estudio, la banda le pidió a Laird que compusiera una introducción orquestal para la canción. En 1989, Believer firmó con REX Records, que publicó el primer álbum de Believer, Extraction from Mortality. El álbum se distribuyó principalmente a las librerías cristianas, pero rápidamente ganó popularidad para Believer, quien pronto fue reconocido como uno de los grupos líderes del metal cristiano. La canción "Not Even One" apareció en la compilación At Death's Door de Roadrunner Records en 1990, que estaba compuesta principalmente por bandas de death metal. El escritor Jeff Wagner notó que el sonido de tendencia thrash de Believer era lo suficientemente intenso como para estar en medio de las bandas de metal más pesadas, brutales y decididamente no cristianas de la compilación. Con la aparición, Believer entró en la escena del metal en general y posteriormente firmó con Roadrunner.

### Sanity Obscure,Dimensionesy ruptura (1990-1994)
En 1990, Howe Kraft fue reemplazado por Wyatt Robertson, y Believer grabó su segundo álbum titulado Sanity Obscure, que es más técnico que su predecesor. Believer continuó trabajando conjuntamente con Scott Laird e incorporó más elementos sinfónicos en la canción "Dies Irae (Day of Wrath)". La hermana de Scott Laird, Julianne Laird Hoge, apareció como soprano en la canción. Sanity Obscure también incluye una canción anticontaminación titulada "Nonpoint" (por la que la banda se nombró a sí misma) y una canción antidrogas llamada "Stop the Madness", que se lanzó como sencillo con la versión de U2 "Like a Song". ” Sanity Obscure fue lanzado por primera vez por REX Records para el mercado cristiano y un año después por Roadrunner Records para un público más amplio. El álbum se hizo más popular que el primer álbum de Believer, y después del lanzamiento, Believer realizó una gira con la banda inglesa de deathgrind Bolt Thrower y la banda canadiense de thrash metal Sacrifice. Junto con las bandas Cynic y Pestilence en la lista del sello, Roadrunner Records impulsó una campaña de metal progresivo / thrash con las tres bandas llamada "The Breed Beyond".
Wyatt Robertson y David Baddorf dejaron Believer antes de que la banda comenzara a grabar su tercer álbum. Jim Winters se unió como bajista y también tocó algunas partes de guitarra durante las sesiones de grabación. En 1993, Believer lanzó su álbum más técnico, progresivo y ambicioso, titulado Dimensions. Kurt Bachman había sido guitarrista en un grupo de metal industrial llamado Under Midnight, lo que posiblemente influyó en algunos efectos de sonido industrial en Dimensions. La letra trata sobre las paradojas filosóficas y las reflexiones de Sigmund Freud, Thomas JJ Altizer, Ludwig Feuerbach y Jean-Paul Sartre sobre la existencia de Dios. La suite de metal sinfónico, "Trilogía del conocimiento", dividida en tres capítulos y una introducción, es una epopeya de más de 20 minutos escrita en torno a la historia bíblica de la vida de Cristo y el conocimiento del bien y del mal. "Trilogy of Knowledge" una vez más contó con las composiciones orquestales de Scott Laird y la voz de soprano de Julianne Laird Hoge. Durante la gira Dimensions, Scott Laird tocó el violín y la viola.
Después de Dimensions, la banda hizo una pausa. En 1994, Believer acordó disolverse mutuamente. Después de disolverse, Bachman fue a obtener su título, Daub se convirtió en un ciclista semiprofesional de BMX, que respalda a Deluxx Bikes, mientras que Winters se unió a actos como Starkweather y Earth Crisis.

### Regreso yGabriel(2005-2009)
Durante los años siguientes, tanto Bachman como Daub trabajaron en la producción de sonido en sus Trauma Studios en Pensilvania para grupos como Turmoil y Living Sacrifice. Más tarde, Bachman continuó con sus estudios de medicina, mientras que Daub siguió trabajando en la industria de la música. Más tarde, en la década de 1990, Daub comenzó a tocar la batería en una banda de metal progresivo liderada por mujeres llamada Fountain of Tears.
En 2005, Joey Daub informó en su sitio web joeydaub.com que había comenzado a escribir nuevo material de Believer con Bachman. Este anuncio se informó ampliamente, sobre todo a través de Blabbermouth.net,  que llamó a Believer una "banda de thrash metal técnico muy extrañada de finales de los 80 y principios de los 90".  En una entrevista, Bachman explicó que se mudó más cerca del estudio cerca de donde vive Joey Daub. Daub estaba trabajando en la mezcla del nuevo álbum de Fountain of Tears e invitó a Bachman a ayudar: "Simplemente nos juntamos y empezamos a tocar y divertirnos", dijo Bachman, "nada serio, pero la química seguía allí y las cosas empezaron a encajar. Escribimos algunas canciones, las tocamos para algunas personas y luego algunos de nuestros amigos en la industria dijeron 'ustedes deberían publicar esto, tal vez todavía hay uno o dos fanáticos de Believer a los que no les importaría escucharlo'".
La banda comenzó a trabajar en un álbum y completó la preproducción de nuevas canciones durante noviembre de 2007. El 21 de octubre de 2007, Believer lanzó una página oficial de MySpace. El catálogo de la banda fue reeditado por el sello polaco Metal Mind Productions. Blabbermouth.net informó que el proceso de grabación del álbum comenzó el 24 de noviembre, el seguimiento de la batería se completó el 30 de diciembre, el bajo se estableció el 28 de enero de 2008, las pistas de guitarra rítmica se completaron el 18 de febrero, y el 7 de abril la banda anunció que el álbum contaría con "algunos invitados muy talentosos". Diez días después, el 17 de abril, Deron Miller de CKY anunció que "establecerá algunos solos y/o voces como invitado" para el próximo álbum Believer. Comentó que "Believer ha sido una de mis bandas favoritas durante 20 años, así que esto es realmente emocionante para mí. Echa un vistazo a los tres discos que hicieron en los años 90.. . Los tres son obras de genio." El 13 de agosto, se anunció que el álbum también contaría con actuaciones especiales de Joe Rico de la banda Sacrifice, con quien Believer realizó una gira a principios de la década de 1990, y Rocky Gray de Living Sacrifice.
El 18 de noviembre de 2008, Blabbermouth.net anunció la firma de Believer con Cesspool Recordings, un sello de Metal Blade Records propiedad de Howard Jones de Killswitch Engage. En una entrevista con Metalsucks.net, Bachman comentó que el anuncio sobre la reactivación de la banda se había extendido a la industria, y un miembro del personal de Blabbermouth/Roadrunner Records sugirió que deberían contactar a Howard: "Nos pusimos en contacto con él y resulta que es un gran fanático de Believer. ¡Él sabe más sobre la historia de Believer que nosotros! Fue realmente genial. Así que lo llevamos al estudio, trabajamos con él durante dos días. Luego mencionó que estaba comenzando este sello con Brian Slagel de Metal Blade y nos preguntó si queríamos ser la primera banda en él". Jones envió la banda a Slagel, quien supuestamente respondió: "¿Creyente? Absolutamente, hagamos esto'". "Fue un proceso bastante sencillo para nosotros en lo que respecta al aspecto comercial", afirmó Bachman. Firmaron un contrato de 3 álbumes con Metal Blade.
El cuarto álbum de estudio de larga duración titulado Gabriel se lanzó el 17 de marzo de 2009 en EE. UU. y Canadá, y del 9 al 15 de abril en otros lugares. La formación del álbum está formada por Kurt Bachman (voz, guitarra), Joey Daub (batería), Jeff King (teclados, de la fama de Fountain of Tears), Kevin Leaman (guitarra) y Elton Nestler (bajo). Scott Laird (violín), Jim Winters (guitarra) y William Keller, que tocaron con la banda anteriormente, también contribuyeron al álbum como músicos de sesión. Una versión sin masterizar de la canción "Medwton" del álbum se estrenó en el programa Radio Bam de Bam Margera el 17 de noviembre  La canción "Focused Lethality" fue lanzada como sencillo el 13 de febrero. La canción recuerda el estilo de la banda en su primer álbum. El segundo sencillo "Stoned" fue lanzado el 12 de marzo. El álbum fue recibido en su mayoría positivamente. La banda tocó en vivo después del lanzamiento. 

### Transhumano(2010-presente)
El 15 de agosto de 2010, se anunció que Believer comenzó a grabar el seguimiento de Gabriel. Bachman afirmó que "una vez más, las melodías son bastante diferentes". La grabación se completó el 8 de diciembre de 2010. Se comentó que "decidimos recuperar algo de la sensación orquestal de 'Dimensions' utilizando guitarras, teclas y melodías más estratificadas con diferentes arreglos vocales. Todavía existe el sonido 'Believer', pero la progresión musical continúa para nosotros". El álbum, Transhuman, fue lanzado en abril de 2011. Fue reconocido como un género más desafiante y experimental que los esfuerzos anteriores de la banda. 
En días más recientes, el guitarrista Kevin Leaman hizo una entrevista en el podcast As The Story Grows. Cuando el entrevistador preguntó si el próximo nuevo lanzamiento se publicará en Metal Blade Records, Leaman dijo que su trato con ellos estaba cerrado y que están pensando en lanzarlo de forma independiente. En 2017, la banda comenzó a lanzar dos lanzamientos de canciones, comenzando con "Home" y "888" como 1 de 5. La banda lanzó 2 de 5 y 3 de 5 más tarde ese año. Sin embargo, la banda dejó de lanzar material nuevo ese año y ha estado inactiva desde entonces.

## Música y legado
La música de Believer incluye distorsión cruda, cambios de tiempo, riffs técnicos y la voz rasposa de Bachman. Se crea cierto ambiente con elementos industriales y cuerdas de música clásica ocasionales. Las estructuras de las canciones son complicadas y progresivas. El debut se basa más en el thrash directo, mientras que Sanity Obscure adoptó un enfoque más técnico y progresivo. Dimensiones es experimental y vanguardista por naturaleza. El cuarto álbum de Gabriel ha sido descrito como "una progresión natural de Dimensions". El álbum presenta voces más procesadas y efectos de sonido pero menos elementos sinfónicos que Dimensiones. La voz de Bachman es notablemente más alta que antes.
La banda se destaca por "emplear voces femeninas, violines, violonchelos y coros, antes de que se concibiera como un lugar común [en el metal]". Jeff Wagner señaló que la canción Dies Irae "puede considerarse un punto de inflexión creativo en el metal; aparte de Mekong Delta, que regularmente presentaba composiciones clásicas arraigadas, ninguna banda de metal extremo había fusionado el género de manera tan fluida y convincente", "y presagiaba el enfoque operístico". de futuras bandas de metal como Therion y Nightwish. La música de Believer ha influido en varios actos en la escena del metal, por ejemplo, el grupo noruego Extol, y los grupos estadounidenses Living Sacrifice y Killswitch Engage citan a Believer como una influencia.

## Cristiandad
Cuando se le pregunta si los miembros consideran a Believer como una "banda cristiana", Daub responde en una entrevista con Metal Covenant en 2009: "Bueno, sí y no... este es un tema difícil de abordar para nosotros. Desde que formamos Believer, Kurt Bachman y yo despreciamos estar limitados a una determinada creencia o estilo de música. No nos gustaba que nos etiquetaran ni nos numeraran. Ya sea por nuestro viaje espiritual personal o por el tipo de música que tocamos. Nos llamaban thrash, death metal, death metal técnico, etc. El enfoque clave para nosotros entonces y ahora es alentar a las personas a pensar por sí mismas". Daub comenta sobre la letra que "siempre escribimos sobre lo que era cercano y querido para nuestro corazón. En Extracción, usamos temas e historias basados en la Biblia para expresar nuestras intenciones, pero no queríamos predicar". "Bueno, nunca quisimos ser conocidos como una banda cristiana para uno [risas]. Fue una de esas cosas que se salió de control. Con la promoción de discos fue una de esas cosas en las que la compañía discográfica decía: “Oye, aquí hay un sesgo. Algo diferente. Algo nuevo y único. Vamos por eso”. Siempre he tratado de mantenerme alejado de etiquetar a la banda. Para mí es una banda, es entretenimiento. Incluso nos llaman death metal algunas veces, aunque no creo que nos parezcamos a nada de death metal, pero, de nuevo, tengo mis propias opiniones sobre qué es el death metal. Simplemente no queremos que sea una de esas cosas en las que alguien dice "oh, odio la música thrash, así que no me gusta Believer". Te etiquetan y vamos a tener que pasar por las etiquetas, pero no nos sentimos cómodos con ninguna", dice Bachman en una entrevista en MetalSucks.

## Integrantes
Actual
- Kevin Leaman - guitarras (2007-presente)
- Jeff King - teclados, programación, guitarras, bajo (2005-presente)
- Joey Daub - batería (1986-presente)
- Kurt Bachman - voz, guitarras (1986-presente), bajo (1992-presente)

Anterior
- Wyatt Robertson - bajo (1989-1992)
- Howe Kraft - bajo (1986-1989)
- Jim Winters - bajo, guitarras (1992-1994)
- Elton Nestler - bajo, teclados (2005-2010)
- Dave Baddorf - guitarras (1986-1992)
- Scott Laird  - violín, viola (1988-1994)

Cronología

## Discografía
- El regreso (demostración, 1987)
- Extracción de la mortalidad (1989) REX Records
- La cordura oscura (1990) Roadrunner Records
- Dimensiones (1993) Roadrunner Records
- The Chosen Live (en vivo, 2007) ERMI Records (pirata)
- Gabriel (2009) Registros de hoja de metal
- Transhuman (2011) Metal Blade Records
- 1 de 5 (2017)
- 2 de 5 (2017)
- 3 de 5 (2017)